# Соболь, Спиридон Миронович
Спиридо́н Миро́нович Со́боль (по другим данным Богдано́вич; в монашестве — Сильвестр; около 1580—1590, Могилёв — 1645, Мултаны) — белорусский печатник и просветитель, писатель, педагог Великого княжества Литовского. Основанная им в 1630 году под Оршей Кутеинская типография стала центром западнорусского кириллического книгопечатания. В титульном листе Октоиха (1628) впервые в восточнославянском книгопечатании применил гравюру на меди.

## Биография
Спиридон Соболь родился в городе Могилёве (ныне Белоруссия). Происходил из мещан. Отец Соболя — Богдан Игнатьевич Соболь — был могилёвским бурмистром.
Соболь владел греческим и латинским языками. Учился в школе Могилёвского православного братства и в Киевской братской школе. Преподавал в Киевской братской школе (в период с 1626 по 1628 возглавлял её).
Первая книга напечатана, вероятно, уже в 1616 году в Могилёве. В дальнейшем Соболь направляется в Киев, где он, так же как и другой известный печатник Тимофей Вербицкий, получает помощь митрополита Иова Борецкого в открытии собственной частной типографии. С самим Вербицким Соболь активно сотрудничал. Вербицкий передал Соболю доску, использовавшуюся Иваном Фёдоровым в Москве ещё при издании Апостола 1564 года.
В 1628—1630 печатал книги в доме митрополита Иова Борецкого, находившемся близ Воскресенской церкви на Подоле в Киеве. В Киеве Соболь напечатал пять изданий: «Лимонарь» Иоанна Мосха (1628), «Октоих» (1628), «Минею общую» (1628), «Октоих» (1629), «Апостол» (1630). Последняя книга издана «коштом и накладом пана Богдана Стеткевича, подкомория мстиславского», только что основавшего Кутеинский монастырь в имении своём Кутейне. Со своей типографией работал «во дворе» своего покровителя, очевидно, только до его смерти (1631). Дальнейшее печатание книг при монополии лавры, при влиятельном и энергичном её архимандрите, каким был Пётр Могила, стало невозможным, и Соболь принял приглашение Богдана Стеткевича-Завирского перейти на работу к нему. Посетив в 1630 году Киев, Богдан Стеткевич-Завирский, ближе ознакомившись с типографским делом, пригласил Спиридона Соболя создать и наладить работу типографии при Кутеинской лавре.
Из Киева привёз Соболь в Кутейно и часть типографского оборудования: два шрифта вместе с несколькими десятками больших и малых инициалов, две рамки для титульных листов, тринадцать досок-заставок, одна из которых некогда принадлежала Ивану Федорову, три доски-концовки. Монахами и мастеровыми людьми Оршанщины было вскоре изготовлено остальное необходимое оборудование типографии.
В 1631—1632 годах в кутеинской типографии Соболя изданы «Букварь», «Часослов», «Молитвослов». Позже Соболь взялся за переиздание своих киевских изданий: «Апостола», «Октоиха», «Лимонаря», указывая на титульных страницах Киев, хотя печатались эти книги на территории современной Беларуси.
Первой изданной в Кутейно книгой стало «Брашно Духовное» (1630 год). В Кутеинском монастыре Спиридону Соболю, главной целью жизни которого была просветительская миссия, представилась возможность осуществить свою давнюю мечту, — создать книгу, которая бы служила делу пропаганды родного языка и была главным пособием для начинающих учиться. Такой книгой стал его знаменитый кутеинский «Букварь» (полное название «Букварь сиречь, начало учения детям, начинающим чтению извыкати»), первые экземпляры которого вышли в 1631 году.
Объединив вокруг себя образованных монахов, взаимно обогатившись опытом в печатном деле и определив дальнейшее направление деятельности здешних просветителей, Спиридон Соболь покинул Кутейно. С 1632 года игумен Иоиль (Труцевич) возглавил монастырскую типографию.
Спустя некоторое время печатник перебирается в местечко Буйничи недалеко от Могилёва, где печатает 4 книги, в том числе «Псалтирь»(ок. 1635).
В 1636 году он переехал в Могилев. Здесь в могилёвской братской типографии вышли его издания 1636—1638 годов. В Кутеине и Могилёве он переиздал свои киевские издания с прежним выходом.
В 1637 году он отправляется в Москву для того, чтобы вести просветительскую работу. В частности, Соболь желает осуществить в Москве переводы богословских книг с греческого языка, а самое главное, открыть в столице школу для преподавания детям греческого, латинского и польского языков. В 1637 посетил Москву, где продал В. Ф. Бурцову — Протопопову матрицы шрифтов. Однако, все московские начинания Соболя не завершились удачно. Официальные власти с крайним недоверием смотрели на «литовского печатника». В 1639 году Соболю не позволено было вновь въехать в Россию и оставили без всякого внимания все его новаторские предложения.
Вернувшись в Киев, Спиридон Соболь постригся в монахи Киевского братского монастыря. В последние годы жизни был монахом Киево-Печерской лавры, вероятно, работал в лаврской типографии.
Так же, как и у Т. Вербицкого, деятельность Соболя на последнем этапе жизни связана с просветительской миссией православной церкви в Валахии. Печатник умер в Мултанах в самый разгар своей там работы. Смерть помешала Соболю осуществить многие планы, так в частности он планировал открыть во Львове собственную типографию.
В течение длительного времени оборудование и материалы Спиридона Соболя успешно применялись во многих украинских, белорусских, русских и румынских типографиях.
Старший сын Спиридона Соболя Евтихий учился в Киевском коллегиуме. Младший сын Соболя Иван занялся в Москве переводческой деятельностью и переводил книги для Посольского приказа.

## Издания
Итогом его двадцатипятилетней деятельности стали около двадцати изданий. Первым киевским изданием С. Соболя был сборник легенд и рассказов из жизни пустынников под названием «Лимонарь, сиречь цветник» (1628). Тщательное изучение «Лимонаря» Соболя показало, что под этой датой Соболь, выпустил не одно, а два разные набором и украшениями издания, как это он сделал позже и со своим Октоихом 1629 г.
4 из 5 изданных в Киеве книг были церковные, «Лимонарь» же был памятником духовной литературы VII века. Судя по переводу этого сочинения, Соболь прекрасно знал греческий и латинский языки. Соболь считал, что выпуск «Лимонаря» будет крайне полезен для воспитания истинного христианского человека, его дальнейшего духовного самосовершенствования.
В Октоихе 1628 году Соболь «впервые в практике кириллического книгопечатания ввёл гравюры на меди». Тщательность исполнения этих гравюр говорит о том, что они заранее долго изготавливались специально для данного издания.
Кроме того, Соболь издал в Киеве ещё «Минею общую» (1628), и «Апостол» (1630). Это издание также имеет два варианта. Всего Соболь выпустил в Киеве семь изданий под видом четырёх.
Спиридон Соболь «стремился приучить своих сограждан к чтению, самостоятельному размышлению, а также к молитве наедине». И главным трудом Соболя на этом поприще стал написанный им букварь. Букварь вышел двумя изданиями — 1634 года в Кутейно и 1636 года в Могилёве. Букварь продолжает традиции Ивана Фёдорова в деле начального обучения грамоте. К сожалению, буквари Соболя сохранились лишь в единичных экземплярах, хотя надо полагать, они выходили значительными тиражами. На оборотах титульных листов обоих букварей размещены прекрасно подобранные с композиционной точки зрения гравюры религиозного содержания. Причём, гравюра Букваря 1636 года имеет явно польское происхождение, что говорит о большой веротерпимости автора и отсутствии у него вся кого религиозного догматизма. Букварь также примечателен тем, что впервые в названии букварей упомянуто то, что он предназначен для обучения детей — «Букварь сиречь начало учения детям начинающим чтению извыкати». До этого момента все предыдущие азбуки и буквари специально не выделяли того, что они предназначены детям. Этот факт говорит о том, что Соболь прекрасно понимал, что обучение и воспитание человека надо начинать с самого детства. Буквари начинаются с «Азбуки языка славенского», то есть алфавита, далее идут слогосочетания, подробные понятия грамматических категорий. Соболь считал на примере братских школ, что ученики должны хорошо разбираться в поэзии и поэтому разместил в букварях сведения о первоначальном стихосложении. Для воспитания христианской морали он также тщательно подобрал тексты из Библии, церковные каноны, молитвы. Полиграфически буквари Соболя очень красиво оформлены, так как
автор считал, что эстетическая привлекательность учебников значительно увеличит усваиваемость материалов. Буквари Соболя оказали значительное влияние на последующих авторов русских учебных пособий, в особенности на Симеона Полоцкого.
Соболь употреблял в своих книгах значительное количество гравюр, красивые и крайне
оригинальные заставки и инициалы с тонким рисунком и изображениями зверей и птиц. Доски для гравюр и заставок по заказу Соболя вырезали искуснейшие монастырские резчики. Кроме того, Соболь, часто не имея средств для приобретения новых досок, оригинально видоизменял уже существующие. Он также широко применял наборный литой орнамент. Шрифт печатника — чёткий выразительный полуустав, а сочетание чёрного и красного цветов доведено до настоящей гармонии. Соболь с огромным интересом следит за книгами, выходящими на Западе, в первую очередь в Польше, и часто творчески перенимает опыт иностранных мастеров.
Кроме книг для церкви, Соболь печатал буквари, книги для домашней молитвы — «Молитвослов», «Часослов», книги для назидательного чтения, переведенные с греческого — «Тестамент царя Василия греческого» и уже упомянутый «Лимонарь». Среди его изданий также «Брашно Духовное» (ок. 1631), и «Букварь» (1631 и 1636).

## Память
- Именем Спиридона Соболя в г. Могилёве названа типография: «УПКП Могилевская областная укрупненная типография имени Спиридона Соболя».
- В Орше его именем названа улица.
- На здании Свято-Духовской церкви Кутеинского монастыря в 1998 году установлена мемориальная доска Спиридону Соболю. Автор И.Голубев.